# Music Ton
Music Ton – polska firma fonograficzna działająca w latach 1999–2001.

## Historia
Music Ton powstała w 1999. Dyrektorem wytwórni został Wacław Wróbel, który poprzednio założył wraz z członkami zespołu Top One firmę Pro Dance. Do Music Tonu należeli ci sami artyści, co do poprzedniej wytwórni. Firma zakończyła działalność w 2001 roku z powodu bankructwa wynikającego z mniejszego zainteresowania muzyką disco polo.

## Wykonawcy
- Blue Box
- Top One
- Krzysztof Cieciuch
- Lover Boys
- Shazza
- Mister Dex
- Akropolis
- New Collective
- Calabash
- Yeti
- Jacek Szyłkowski
- X-Lemon
- Bahamas
- Fun-Tastic
- Alicja i Rafał

## Katalog (niekompletny)

### Kasety magnetofonowe
- MUSIC TON 051 - Akropolis Greckie noce 1999
- MUSIC TON 053 - Yeti Cukierki eklerki 1999
- MUSIC TON 054 - Jacek Szyłkowski Wiem, że wrócisz 1999
- MUSIC TON 055 - X-Lemon Na zawsze razem 1999
- MUSIC TON 056 - Lover Boys Rencina 2000
- MUSIC TON 057 - Blue Box Gina Gina 2000
- MUSIC TON 062 - Krzysztof Cieciuch Sexy dance 2000
- MUSIC TON 064 - Bahamas Wszystkie dzieci są wspaniałe 2000
- MUSIC TON 065 - Top One Białe Misie i...!!! 2000
- MUSIC TON 066 - Fun-Tastic Wszystko dla ciebie 2000
- MUSIC TON 067 - Shazza Platynowe przeboje 2000
- MUSIC TON 068 - Mister Dex Deszcz i łzy 2000
- MUSIC TON 069 - New Collective Chinatown 2000
- MUSIC TON 070 - Lover Boys Baśniowy rejs 2000
- MUSIC TON 071 - Akropolis Toast za życie 2000
- MUSIC TON 072 - Top One Kolędy 2000
- MUSIC TON 074 - Alicja i Rafał Sia La La 2000

### Płyty kompaktowe
- MUSIC TON CD-020 - Twoje przeboje vol. 1 1999
- MUSIC TON CD-023 - Krzysztof Cieciuch Sexi dance 2000
- MUSIC TON CD-026 - Shazza Platynowe przeboje 2000
- MUSIC TON CD-029 - New Collective Chinatown 2000

Inne nagrania:
- Scena Country vol. 4 1999 (na opakowaniu jest jeszcze napis Pro Dance)

## Wydawnictwa
- Pierwszą kasetą wydaną już w Music Ton była: Scena Country, vol. 4.
- Płyty i kasety w Music Ton były oryginalne (na oznaczeniach kaset widniał hologram i napis: ZAiKS/BIEM, a na płytach: ZPAV/ZAiKS).